# Matchless Raijin-Oh
Zettai Muteki Raijin Ou (яп. 絶対無敵ライジンオー дзэттай мутэки райдзин о:, «Несокрушимый Райдзин-О») — японский аниме-сериал, выпущенный студией Sunrise. Транслировался по телеканалу TV Tokyo с 3 мая 1991 года по 25 марта 1992 года. Всего выпущена 51 серия аниме. Сериал также транслировался на территории Англии, Южной Кореи, Филиппинах. На основе аниме был выпущен короткий OVA-сериал, также видео-игра для Game Boy.

## Сюжет
На Землю нападает злая империя Дзяяку, чтобы затем разорить её. Они напускают на землю ракету с яйцами, из которых должны вылупится Акудамасы — миллионы тварей, которые будут нападать на людей и рушить города. Спасти землю решает «страж света» по имени Эльдран, который с помощью меха-робота «Радзин-О» решает во что бы то ни стало остановить ракету с яйцами. Ракета взрывается до того, как попасть на землю, однако Эльдран подает вместе с роботом в здание начальной школы на Земле (Японии), серьёзно раненый Эльдран осознаёт, что не может дальше сражаться поручает управление роботом детям из класса, каждый из которых должен управлять определённой частью робота. Этими пилотами становятся Дзин, Асука и Кодзи. Теперь подросткам приходится вести двойной образ жизни: с одной стороны справляться со школьными обязанностями, с другой — спасать землю от злой империи.

## Роли озвучивали
- Ай Сато — Айко Симада
- Анко Минами — Акира Имамура
- Бин Симада — Эрудоран
- Тиэ Кодзиро — Тайко Сато
- Тиса Ёкояма — Рурико Идзуми
- Дайсукэ Гори — Докунойдзу
- Хироси Хасимото — Офицер
- Хироси Нака — Солдат
- Хисако Кода — Бакэясикин
- Хотю Оцука — Гокубурон
- Иссэй Футамата — Дрункард
- Дзюрота Косуги — Эксаминер
- Кадзуэ Комия — мама Дайсукэ
- Кэйсукэ Ямасита — Ёнакингу
- Кэн Ямагути — Оссэкайдза